# Bliss (Idaho)
Bliss és una població dels Estats Units a l'estat d'Idaho. Segons el cens del 2000 tenia 275 habitants.

## Demografia
Segons el cens del 2000, Bliss tenia 275 habitants, 114 habitatges, i 64 famílies. La densitat de població era de 204,2 habitants per km².
Dels 114 habitatges en un 33,3% hi vivien nens de menys de 18 anys, en un 42,1% hi vivien parelles casades, en un 12,3% dones solteres, i en un 43% no eren unitats familiars. En el 40,4% dels habitatges hi vivien persones soles el 14,9% de les quals corresponia a persones de 65 anys o més que vivien soles. El nombre mitjà de persones vivint en cada habitatge era de 2,41 i el nombre mitjà de persones que vivien en cada família era de 3,34.
Per edats la població es repartia de la següent manera: un 30,9% tenia menys de 18 anys, un 10,2% entre 18 i 24, un 26,2% entre 25 i 44, un 19,3% de 45 a 60 i un 13,5% 65 anys o més.
L'edat mediana era de 32 anys. Per cada 100 dones de 18 o més anys hi havia 90 homes.
La renda mediana per habitatge era de 25.313 $ i la renda mediana per família de 32.500 $. Els homes tenien una renda mediana de 29.821 $ mentre que les dones 14.375 $. La renda per capita de la població era de 10.731 $. Aproximadament l'11,5% de les famílies i el 12,2% de la població estaven per davall del llindar de pobresa.

## Poblacions més properes
El següent diagrama mostra les poblacions més properes.